# Ammodo
Ammodo is een Nederlandse stichting die is opgericht in 2011. De stichting is gevestigd in Amsterdam en biedt ondersteuning aan projecten ten behoeve van de ontwikkeling van beeldende kunst, podiumkunst en wetenschap. Volgens journalist Eric Smit is de stichting in 2014 een van de rijkste goede-doelen-fondsen van Nederland. Het startkapitaal van 1 miljard euro is via de Stichting Optas ontvreemd van de havenarbeiders door Pierre Vinken.

## Begunstigde instellingen
Door Ammodo begunstigde instellingen waren onder meer het Stedelijk Museum Amsterdam, Museum Boijmans Van Beuningen, het Van Abbemuseum, de Rijksakademie van beeldende kunsten, het Holland Festival, de Nationale Opera en Ballet en de KNAW.

## Projecten
2019-2024 – Tentoonstellingsprogramma – Rijksmuseum
2019-2021 – Nieuwe (co)producties – Spring Performing Arts Festival
2019-2021 – Internationale co(producties) – Julidans
2018-2020 – Solo Duets – Witte de With
2018-2020 – Opera Forward Festival – Nationale Opera en Ballet
2018-2021 – Ammodo Tiger Short Competition – International Film Festival Rotterdam
2018-2020 – (co)producties – Cappella Amsterdam
2017-2019 – Curatorial Programme – De Appel
2019 – Carlos Amorales, The Man Who Did All Thinkgs Forbidden – Stedelijk Museum Amsterdam
2019 – Val – Schweigman&
2019 – Oomph – P/////AKT

## Ammodo Science Award
De Ammodo Science Award is een tweejaarlijkse wetenschapsprijs ingesteld door Stichting Ammodo en de KNAW. De prijs wordt uitgereikt aan twee wetenschappers binnen vier vakgebieden.

## Financiering
Ammodo wordt gefinancierd door Stichting Inphykem. Inphykem was sinds 2013 enig aandeelhouder van de verzekeraar Optas N.V., waarbij een groot aantal vervoer- en havenbedrijven hun pensioenregelingen hadden verzekerd.
Deelnemers aan dat pensioenfonds hadden bezwaren tegen de financiering van de stichting. Het geschil tussen enerzijds havenwerkgevers, havenwerknemers en vakbonden (verenigd in Stichting Belangenbehartiging Pensioengerechtigden van de Vervoer‐ en Havenbedrijven, later: SBPVH) en anderzijds Stichting Optas is in 2010 geschikt met de teruggave van 500 miljoen euro.
Bij de instelling van de Ammodo Science Award in 2014 kwam er opnieuw kritiek van de kant van zes vooraanstaande wetenschappers en KNAW-leden als Kees Schuyt en Martin Fase. Zij vonden het moreel verwerpelijk dat geld dat verdiend was met de verkoop van het pensioenfonds voor havenarbeiders besteed werd aan andere doelstellingen. Volksvertegenwoordiger Pieter Omtzigt noemde het ontvreemden van de pensioengelden bij de presentatie van het boek Pensioenmiljoenen het grootste schandaal dat hij had meegemaakt.